# 呂羅漢
呂 羅漢（りょ らかん、生年不詳 - 482年）は、北魏の軍人。本貫は東平郡寿張県。

## 経歴
呂温の子として生まれた。弱冠にして武の才能で名を知られた。父が秦州司馬として出向すると、羅漢も随従した。439年（太延5年）、仇池の楊難当が数万の兵を率いて上邽に進攻すると、秦州の民も多くこれに呼応した。鎮将の元意頭（元勿頭）は羅漢の弓射を得意とすることを知って、ともに西城楼に登り、羅漢に楊難当の隊将や兵23人を射させると、羅漢は弓弦に応じて敵を斃した。羅漢は出戦を上申して、元意頭に容れられ、1000騎あまりを率いて出戦した。羅漢は楊難当の軍に突撃し、楊難当の側近の隊騎8人を殺した。楊難当が仇池に撤退し、元意頭が太武帝に報告すると、羅漢は帝に召されて羽林中郎となった。
上邽の休官の呂豊や屠各の王飛廉（王飛鹿）ら8000家あまりが反乱を起こすと、羅漢は1000騎を率いて反乱を討ち、かれらを捕らえた。450年（太平真君11年）、太武帝の南征に従い、懸瓠の攻撃に参加し、琅邪王司馬楚之とともに招慰にあたって、9000戸あまりを降伏させた。盱眙に進軍すると、宋軍を連破して、顧儼・李観之らを捕らえた。功績により羽林中郎・幢将に転じ、烏程子の爵位を受け、建威将軍の号を加えられた。452年（承平元年）、南安王拓跋余が即位すると、羅漢は宿衛をつかさどった。同年（興安元年）、文成帝の即位にあたって、羅漢は擁立の功績があった。幢将のまま少卿に転じ、野王侯の爵位に進み、龍驤将軍の号を加えられた。司衛監に任じられ、散騎常侍・殿中尚書に転じ、山陽公の爵位に進み、鎮西将軍の号を加えられた。470年（皇興4年）、柔然の侵攻があり、献文帝が柔然を討つと、羅漢は南平公拓跋目辰とともに都督中外軍事となった。
後に鎮西将軍・秦益二州刺史として出向した。473年（延興3年）、武都氐の楊文度が反乱を起こし、駱谷を攻撃すると、鎮将の呉保元は敗走して百頃に登り、羅漢の救援を求めた。羅漢は長孫観の下で兵を率いて武都氐を撃ち、その渠帥を斬って撃退した。
後に涇州の張羌郎が隴東の民衆を扇動して、1000人あまりを集めて反乱を起こすと、羅漢は1000の兵を率いて張羌郎を討ち捕らえた。ときに仇池の氐や羌の反抗が続き、蛩廉・符祈らは南朝宋の官爵や鉄券を受けていた。略陽公伏阿奴が都将となり、羅漢とともに討伐に向かうと、蛩廉・符祈らを生け捕りにした。
羅漢は平城に召還されて内都大官に任じられ、人々の訴えを聴き、刑事を裁判して、その判決の多くは人情にかなったものであった。482年（太和6年）、在官のまま死去した。諡は荘公といった。

## 子女
- 呂興祖（? - 500年、長子、山陽公、後に山陽侯）
- 呂伯慶（中散、咸陽王元禧の下で郎中令）
- 呂世興（校書郎）

## 伝記資料
- 『魏書』巻51 列伝第39
- 『北史』巻37 列伝第25